# Kościół św. Stanisława w Rossoszu
Kościół Świętego Stanisława – rzymskokatolicki kościół parafialny należący do dekanatu Wisznice diecezji siedleckiej.
Kościół został zbudowany w 1908 roku przez majstra Brodeckiego i ufundowany przez Andrzeja i Anastazję Pasternaków oraz Józefa Polubca. W czasie pierwszej wojny światowej wojsko rosyjskie zabrało dzwony. W 1930 roku została dobudowana kruchta z wieżą.

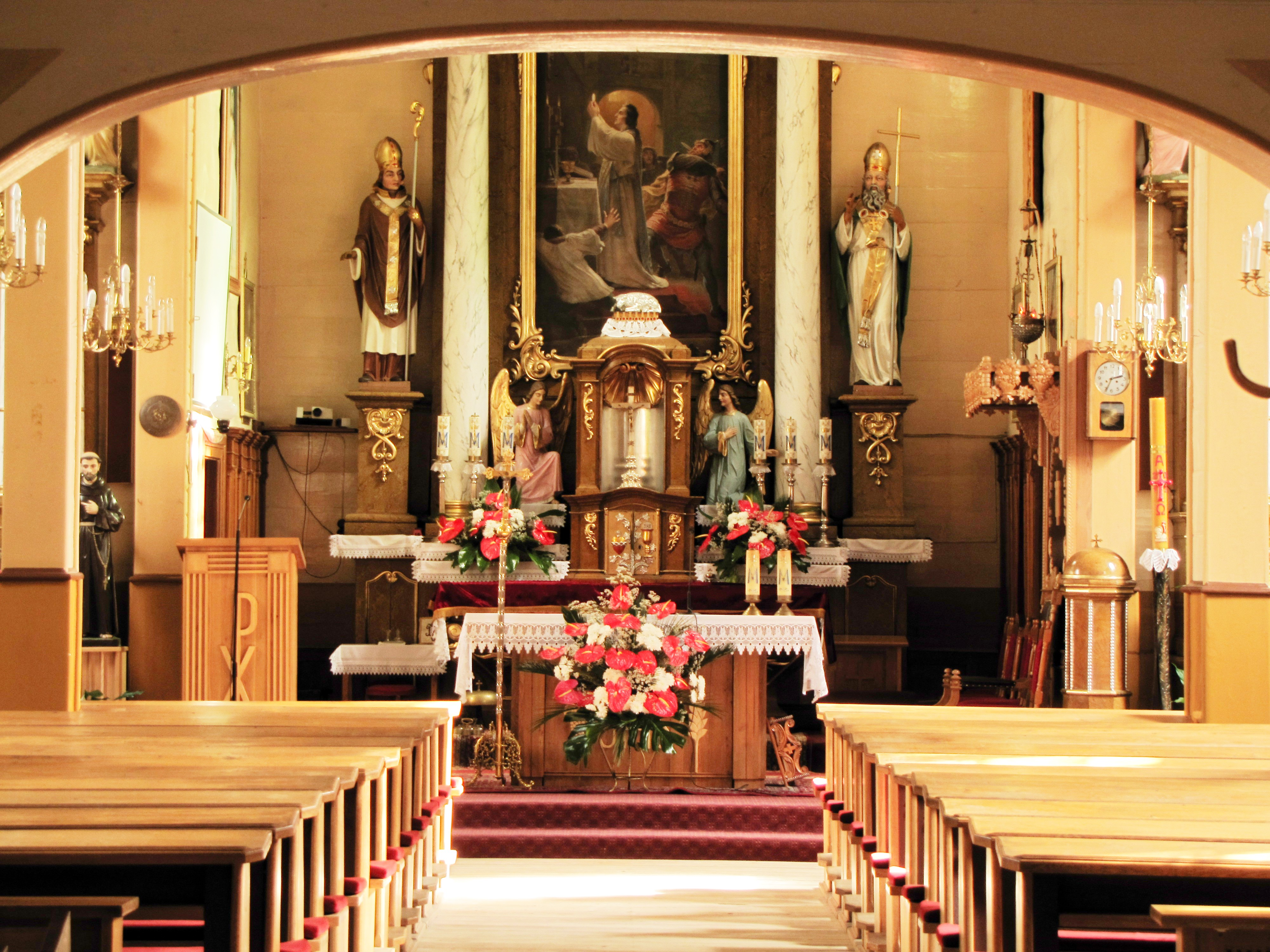
Wnętrze świątyni

Jest to budowla orientowana, wzniesiona z drewna, posiadająca konstrukcję zrębową (jest to zrąb wykonany z bali sosnowych i wzmocniony lisicami), oszalowana, usytuowana na kamiennej podmurówce. Więźba dachowa jest krokwiowo-stolcowa, stolce są usytuowane na międzynawowych podciągach, te zaś są podparte słupami. Kościół składa się z korpusu nawowego (tworzą go nawa główna i dwie nawy boczne, dwukrotnie węższe), prezbiterium, zakrystii oraz kruchty. Jest to świątynia typu pseudobazylikowego – nawa główna jest podwyższona w stosunku do naw bocznych, ale nie posiada własnych okien. Od strony zachodniej do korpusu nawowego jest dobudowana prostokątna, nieco zwężona kruchta z kwadratową wieżą. Wieża posiada konstrukcję słupowo-ramową i więźbę dachową z „mnichem” – posiada jedną kondygnację i jest zwężona w stosunku do kruchty, ozdobiona jest trójkątnymi szczytami. Wieżę nakrywa czworokątny ostrosłupowy hełm, obity blachą. Między wieżą a zrębem kruchty znajdują się daszki okapowe. W kruchcie są umieszczone słupy narożnikowe wieży. Od strony wschodniej do nawy jest dobudowane prostokątne prezbiterium, z zakrystią i składzikiem z lewej i prawej strony. Prezbiterium posiada jednakową szerokość co nawa główna, zakrystia i składzik posiada jednakową szerokość co nawy boczne.
Neobarokowe ołtarze zostały wykonane około 1908 roku. Ołtarz główny jest jednoosiowy, para kompozytowych kolumn z jego lewej i prawej strony podpiera odcinkowy naczółek. W zwieńczeniu znajduje się kielich z hostią w glorii, w polu głównym jest umieszczony obraz Matki Bożej Różańcowej ze Świętym Dominikiem. Dwa ołtarze boczne są także jednoosiowe, posiadają pary kolumn, rozbudowane zwieńczenia i współczesne obrazy. Organy wykonane w 1913 roku posiadają prospekt w stylu neoklasycystycznym. Podstawą paschału jest fragment gerydonu wykonany z zielonego marmuru, w kształcie kolumny z wieńcem winnej latorośli (podobny, jak w kościele Najświętszego serca Pana Jezusa w Sworach).